# Premier League 2007
Premier League 2007 var en professionell inbjudningsturnering i snooker som spelades i delar under hösten 2007. I turneringen deltog Ding Junhui, Stephen Hendry, Ronnie O'Sullivan, John Higgins, Steve Davis, Jimmy White och Neil Robertson. Turneringen vanns av Ronnie O'Sullivan som därmed tog sin sjunde Premier League-vinst.

## Resultat

### Slutspel
|  | Semifinaler       | Semifinaler       |   |  | Final        | Final |  |
|  |                   |                   |   |  |              |       |  |
|  |                   |                   |   |  |              |       |  |
|  | Ding Junhui       | 3                 |   |  |              |       |  |
|  | John Higgins      | 5                 |   |  |              |       |  |
|  |                   |                   |   |  |              |       |  |
|  |                   |                   |   |  |              |       |  |
|  |                   |                   |   |  | John Higgins | 4     |  |
|  |                   | Ronnie O'Sullivan | 7 |  |              |       |  |
|  |                   |                   |   |  |              |       |  |
|  |                   |                   |   |  |              |       |  |
|  |                   |                   |   |  |              |       |  |
|  |                   |                   |   |  |              |       |  |
|  | Stephen Hendry    | 1                 |   |  |              |       |  |
|  | Ronnie O'Sullivan | 5                 |   |  |              |       |  |

### Gruppspel
Gruppspelet spelades i flera sessioner. Alla spelade mot alla, i matcher över 6 frames. Matcherna kunde sluta oavgjorda. De fyra första gick vidare från gruppspelet och spelade i semifinalerna, med systemet ettan mot fyran och tvåan mot trean.
| Spelare           | Resultat | Spelare        |
| ----------------- | -------- | -------------- |
| Jimmy White       | 3 - 3    | Ding Junhui    |
| Ronnie O'Sullivan | 5 - 1    | John Higgins   |
| Steve Davis       | 4 - 2    | Neil Robertson |
| Ronnie O'Sullivan | 2 - 4    | Stephen Hendry |
| John Higgins      | 3 - 3    | Neil Robertson |
| Stephen Hendry    | 3 - 3    | Jimmy White    |
| Ronnie O'Sullivan | 2 - 4    | Ding Junhui    |
| Jimmy White       | 2 - 4    | Steve Davis    |
| Neil Robertson    | 1 - 5    | Stephen Hendry |
| Ronnie O'Sullivan | 4 - 2    | Steve Davis    |
| Stephen Hendry    | 4 - 2    | John Higgins   |
| Ronnie O'Sullivan | 6 - 0    | Jimmy White    |
| Neil Robertson    | 2 - 4    | Ding Junhui    |
| Stephen Hendry    | 4 - 2    | Steve Davis    |
| Jimmy White       | 2 - 4    | John Higgins   |
| Ding Junhui       | 6 - 0    | Steve Davis    |
| John Higgins      | 4 - 2    | Ding Junhui    |
| Ronnie O'Sullivan | 5 - 1    | Neil Robertson |
| Neil Robertson    | 3 - 3    | Jimmy White    |
| Stephen Hendry    | 0 - 6    | Ding Junhui    |
| John Higgins      | 3 - 3    | Steve Davis    |

| Placering |                    | Frames V-F | Matcher V-O-F | Spelade matcher | Poäng |
| --------- | ------------------ | ---------- | ------------- | --------------- | ----- |
| 1         | Ding Junhui        | 19-11      | 4-1-1         | 6               | 9     |
| 2         | Stephen Hendry MBE | 20-16      | 4-1-1         | 6               | 9     |
| 3         | Ronnie O'Sullivan  | 24-10      | 4-0-2         | 6               | 8     |
| 4         | John Higgins MBE   | 17-21      | 1-3-2         | 6               | 5     |
| 5         | Steve Davis OBE    | 15-21      | 2-1-3         | 6               | 5     |
| 6         | Jimmy White        | 15-23      | 0-4-2         | 6               | 4     |
| 7         | Neil Robertson     | 12-24      | 0-2-4         | 6               | 2     |